# Федеральное разведывательное агентство
Федеральное разведывательное агентство (исп. Agencia Federal de Inteligencia, AFI) — основная спецслужба Аргентины.
Эта организация является преемником Секретариата разведки (СИДЕ) и имеет две цели: сбора разведывательных данных и борьбу с преступностью. Входит в состав Министерства безопасности, в Систему Национальной криминальной разведки.
Агентство было создано в соответствии с изменением Закона о национальной разведке с января 2015 года.
Расформировано в июле 2024 года по распоряжению президента Аргентины Хавьера Милея.